# Bouvardia rosea
Bouvardia rosea är en måreväxtart som beskrevs av Diederich Franz Leonhard von Schlechtendal. Bouvardia rosea ingår i släktet Bouvardia och familjen måreväxter. Inga underarter finns listade i Catalogue of Life.